# Закон ефекта
Закон ефекта је принцип психологије који је 1898. године успоставио Едвард Торндајк а који се односи на бихејвиорално условљавање (које тада није било формулисано као такво) који каже да се „одговори који у одређеној ситуацији производе задовољавајући ефекат постају вероватнији да ће се поново појавити у тој ситуацији и одговори који дају нелагодан ефекат постају мање вероватни да ће се поново појавити у тој ситуацији."
Ова претпоставка је врло слична оној у еволуцијској теорији, ако одређена особина карактера даје предност репродукцији, тада ће та особина и даље постојати. Изрази "задовољство" и незадовољство "који се појављују у дефиницији закона ефекта на крају су замењени изразима"појачавање "и" кажњавање ", када је постало познато условљавање оператора." Задовољавајући "и" незадовољавајући "услови одређују се понашано, и не могу се тачно предвидети, јер свака животиња има другачију представу о ова два појма од друге животиње. Нови појмови, „појачање“ и „кажњавање“ користе се у психологији другачије него у колоквијалном говору. Нешто што појачава понашање повећава вероватноћу да ће се такво понашање поновити, а нешто што кажњава понашање чини мање вероватним да ће се такво понашање поновити. 
Торндајков закон ефекта оповргава идеју Џорџ Романсове књиге Животињска интелигениција, наводећи да су анегдотски докази слаби и обично нису корисни. У књизи је наведено да и животиње, попут људи, промишљају ствари када се баве новом околином или ситуацијом. Уместо тога, Торндајк је претпоставио да животиње, да би разумеле своје физичко окружење, морају физички да комуницирају с њим користећи покушаје и погрешке, док се не постигне успешан резултат. Ово је приказано у његовом експерименту са мачкама, у коме се мачка смешта у сандук и на крају, интеракцијом са окружењем кутије, учи како да побегне. 

## Историја
Овај принцип, о којем је рано расправљао Лојд Морган, обично је повезан са конекционизмом Едварда Торднајка, који је рекао да ће, уколико одређену асоцијацију прати „пријатно стање ствари“, она ојачати а ако је прати „непријатно стање" биће ослабљена.
Савремена верзија закона ефекта измењена је сазнањима до којих се дошло у оперативном условљавању. Суштинска идеја је да се понашање може модификовати последицама, као што је Торндајк пронашао у својим чувеним експериментима са гладним мачкама у кутијама слагалица. Мачка је била смештена у кутију која се могла отворити ако мачка притисне ручицу или повуче петљу. Торндајк је приметио колико је времена потребно мачки да се ослободи уз помоћ сукцесивних покушаја. Открио је да ће током првих неколико покушака мачка реаговати на много неефикасних начина, као што су гребање по вратима или плафону, коначно ослобађајући се притиском или повлачењем ручице путем покушаја и погрешки. Са сваким узастопним покушајем, мачки је у просеку требало све мање и мање времена да побегне. Тако је у савременој терминологији тачан одговор појачан његовом последицом, пуштањем из кутије. 

## Дефиниције
Закон ефекта је веровање да пријатан пост-ефекат ојачава радњу која га је произвела. 
Закон о ефекту објавио је Едвард Торндајк 1905. године и каже да кад се успостави С-Р асоцијација у инструменталном условљавању између инструменталног одговора и контекстуалних подражаја који су присутни, одговор је појачан, а С-Р асоцијација је у потпуности одговорна за појаву таквог понашања. Једноставно речено, то значи да кад се стимулус и одговор повежу, одговор ће се догодити без подстицаја. Одговори који стварају задовољавајуће или пријатно стање у одређеној ситуацији вероватније је да ће поновити у сличној ситуацији. Супротно томе, мање вероватно ће се поново појавити одговори који производе неугодан или непријатан ефекат.
Психологе су занимали фактори који су важни за промену понашања и контролу од када се психологија појавила као дисциплина. Један од првих принципа повезаних са учењем и понашањем био је Закон ефекта, који каже да ће се понашања која доводе до задовољавајућих исхода вероватно поновити, док је мање вероватно да ће се поновити понашања која доводе до нежељених исхода. 
Торнднајк је нагласио важност ситуације у проналажењу одговора; мачка не би притискала полугу да није била у кутији за слагалице, већ је била само на месту где одговор никада није био појачан. Ситуација не укључује само локацију мачке, већ и стимулансе којима је изложена, на пример, глад и жеља за слободом. Мачка препознаје унутрашњост кутије, шипке и полугу и памти шта треба да учини да би произвела тачан одговор. То показује да су учење и закон ефекта специфични за контекст.

У значајном раду, Р. Ј. Хернштајн (1970)  предложио је квантитативни однос између стопе одговора (B) и стопе појачања (Rf):
B = k Rf / (Rf0 + Rf)
где су k и Rf0 константе. Хернштајн је предложио да се ова формула, коју је извукао из одговарајућег закона који је осматрао током студија истовремених распореда појачања, треба сматрати квантификацијом закона ефекта. Иако је закон о квалитету ефекта можда таутологија, ова квантитативна верзија није.

## Примери
Пример се често приказује у зависности од дрога. Када особа први пут употреби неку супстанцу и добије позитиван исход, вероватно ће поновити понашање услед појачане последице. Временом ће нервни систем особе развити толеранцију на лек. Тако ће се само повећањем дозе лека пружити исто задовољство, чинећи га опасним за корисника. 
Закон ефекта Торндајк-а може се упоредити са Дарвиновом теоријом природне селекције у којој је вероватније да ће успешни организми успевати и опстати да би пренели своје гене на следећу генерацију, док ће слабији, неуспешни организми постепено бити „замењени“. Може се рећи да околина одабире „најприкладније“ понашање за ситуацију, потискујућибило каква неуспешна понашања, на исти начин на који бира „најприкладније“ јединке врсте. У експерименту који је Торндајк спровео, ставио је гладну мачку у „кутију слагалица“, где је животиња могла да побегне и дође до хране само кад је могла да покреће кваку на вратима. У почетку би мачке гребале да би пронашле излаз, а онда би случајно мачка активирала кваку да отвори врата. На узастопним испитивањима, понашање животиње би постало навикнуто, до тачке у којој би животиња деловала без устручавања. Појава повољног исхода, достизање извора хране, само појачава одговор који производи.

## Утицаји
Закон рада психолога Б. Ф. Скинера скоро пола века касније о принципима оперативног условљавања, "процесу учења којим ефекат или последица одговора утиче на будућу стопу продукције тог одговора."  Скинер ће касније користити унапређену верзију Торндајкове пузла кутије, названу операцијска комора, или Скинерова кутија, која је неизмерно допринела нашој перцепцији и разумевању закона ефекта у савременом друштву и како се он односи на оперативно условљавање. То је омогућило истраживачу да проучи понашање малих организама у контролисаном окружењу. 